# Comuna Roșciîne, Djankoi
Roșciîne (în ucraineană Рощине) este o comună în raionul Djankoi, Republica Autonomă Crimeea, Ucraina, formată din satele Blîjnohorodske, Krasnodolne, Ozerne, Roșciîne (reședința) și Sirnovodne.

## Demografie
Componența lingvistică a comunei Roșciîne
     Rusă (71,43%)
     Tătară crimeeană (15,59%)
     Ucraineană (11,68%)
     Alte limbi (0,53%)
Conform recensământului din 2001, majoritatea populației comunei Roșciîne era vorbitoare de rusă (71,43%), existând în minoritate și vorbitori de tătară crimeeană (15,59%) și ucraineană (11,68%).